# Tachina astytos
Tachina astytos là một loài ruồi trong họ Tachinidae.